# Elaunon bipartitus
Elaunon bipartitus – gatunek skorka z rodziny skorkowatych.

## Taksonomia
Gatunek ten opisany został w 1891 roku przez Williama Forsella Kirby’ego jako Sphingolabis bipartita.

## Opis
Długość ciała samca mierzona z cęgami wynosi 11 do 17 mm, a samicy 9 do 14 mm. Głowa duża, gładka, mocno pomarańczowa. Szew zaczołowy i koronalny słabo widoczne. 12-członowe czułki o pierwszym członie krótszym niż odległość między ich nasadami, drugim poprzecznym, trzecim nieco dłuższym od czwartego, a reszcie cylindrycznej. Przedplecze żółtawe z jaśniejszymi bokami; z tyłu ścięte, a z przodu zaokrąglone; o bokach prawie równoległych; z wyraźną bruzdą środkową. Pokrywy długie i wąskie, słomkowożółte, gładkie. Tylne skrzydła rozwinięte, żółte. Przydatki odwłokowe (cęgi) samca u nasady rozszerzone w postaci trójkątnego ząbka, dalej bardzo smukłe i wydłużone, prawie proste, a u wierzchołka delikatnie zakrzywione. Cęgi samicy krótkie i proste. 

## Rozprzestrzenienie
Gatunek krainy orientalnej i australijskiej. W Australii wykazany z Queensland i Nowej Południowej Walii.